# Ferques
Ferques és un municipi francès situat al departament del Pas de Calais i a la regió dels Alts de França. L'any 2007 tenia 1.892 habitants.

## Demografia

### Població
El 2007 la població de fet de Ferques era de 1.892 persones. Hi havia 621 famílies de les quals 92 eren unipersonals (36 homes vivint sols i 56 dones vivint soles), 184 parelles sense fills, 309 parelles amb fills i 36 famílies monoparentals amb fills.
La població ha evolucionat segons el següent gràfic:
Habitants censats

### Habitatges
El 2007 hi havia 648 habitatges, 625 eren l'habitatge principal de la família, 6 eren segones residències i 17 estaven desocupats. 634 eren cases i 6 eren apartaments. Dels 625 habitatges principals, 413 estaven ocupats pels seus propietaris, 200 estaven llogats i ocupats pels llogaters i 12 estaven cedits a títol gratuït; 1 tenia una cambra, 8 en tenien dues, 75 en tenien tres, 167 en tenien quatre i 374 en tenien cinc o més. 505 habitatges disposaven pel capbaix d'una plaça de pàrquing. A 267 habitatges hi havia un automòbil i a 273 n'hi havia dos o més.

### Piràmide de població
La piràmide de població per edats i sexe el 2009 era:
| Homes | Edats   | Dones |
| ----- | ------- | ----- |
| 0     | 95 o +  | 4     |
| 8     | 90 a 94 | 8     |
| 16    | 85 a 89 | 4     |
| 4     | 80 a 84 | 16    |
| 24    | 75 a 79 | 36    |
| 36    | 70 a 74 | 24    |
| 28    | 65 a 69 | 56    |
| 28    | 60 a 64 | 32    |
| 20    | 55 a 59 | 20    |
| 56    | 50 a 54 | 56    |
| 68    | 45 a 49 | 52    |
| 76    | 40 a 44 | 76    |
| 72    | 35 a 39 | 68    |
| 68    | 30 a 34 | 56    |
| 76    | 25 a 29 | 76    |
| 56    | 20 a 24 | 28    |
| 88    | 15 a 19 | 88    |
| 92    | 10 a 14 | 60    |
| 76    | 5 a 9   | 56    |
| 72    | 0 a 4   | 56    |

## Economia
El 2007 la població en edat de treballar era de 1.181 persones, 785 eren actives i 396 eren inactives. De les 785 persones actives 668 estaven ocupades (407 homes i 261 dones) i 116 estaven aturades (57 homes i 59 dones). De les 396 persones inactives 52 estaven jubilades, 140 estaven estudiant i 204 estaven classificades com a «altres inactius».

### Ingressos
El 2009 a Ferques hi havia 626 unitats fiscals que integraven 1.858 persones, la mediana anual d'ingressos fiscals per persona era de 13.990 €.

### Activitats econòmiques
Dels 45 establiments que hi havia el 2007, 4 eren d'empreses extractives, 2 d'empreses alimentàries, 4 d'empreses de fabricació d'altres productes industrials, 10 d'empreses de construcció, 11 d'empreses de comerç i reparació d'automòbils, 5 d'empreses d'hostatgeria i restauració, 2 d'empreses financeres, 3 d'empreses de serveis, 3 d'entitats de l'administració pública i 1 d'una empresa classificada com a «altres activitats de serveis».
Dels 13 establiments de servei als particulars que hi havia el 2009, 2 eren paletes, 1 guixaire pintor, 1 fusteria, 2 lampisteries, 3 electricistes, 2 empreses de construcció, 1 restaurant i 1 saló de bellesa.
Dels 3 establiments comercials que hi havia el 2009, 1 era una botiga de menys de 120 m², 1 una botiga de mobles i 1 una joieria.
L'any 2000 a Ferques hi havia 7 explotacions agrícoles.

## Equipaments sanitaris i escolars
L'únic equipament sanitari que hi havia el 2009 era una farmàcia.
El 2009 hi havia 2 escoles maternals i 2 escoles elementals.

## Poblacions més properes
El següent diagrama mostra les poblacions més properes.